# Min Li Marti

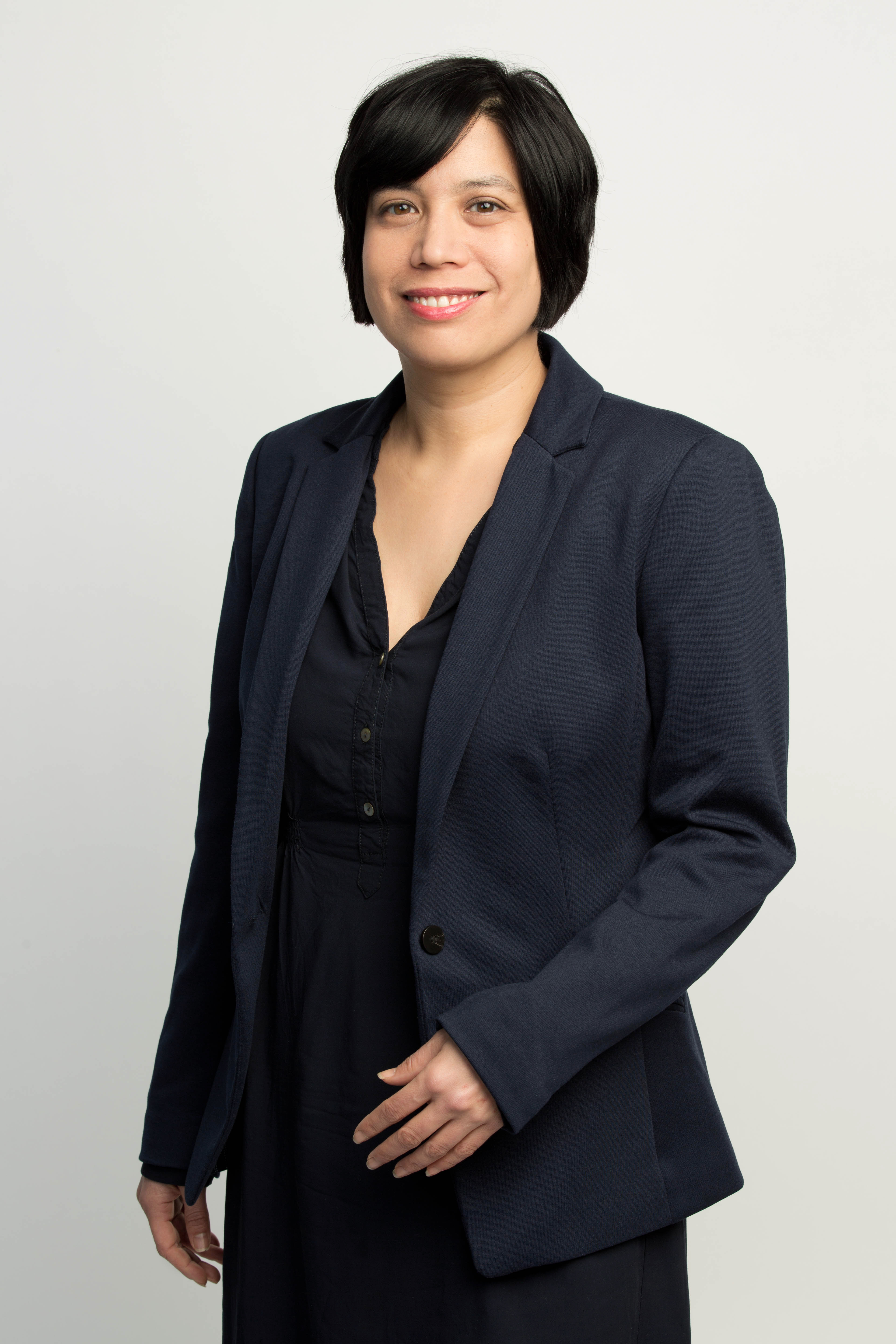
Min Li Marti (2016)

Min Li Franziska Marti (* 1. Juni 1974 in Bern) ist eine Schweizer Politikerin und Journalistin. Sie ist Nationalrätin der SP sowie Verlegerin und Chefredaktorin der Wochenzeitung P.S.

## Leben und Beruf
Min Li Marti wuchs als Tochter einer geflüchteten Chinesin und eines Schweizers in Olten auf. 1995 zog sie nach Zürich, wo sie 2000 ein Studium in Soziologie, Publizistikwissenschaft sowie Sozial- und Wirtschaftsgeschichte abschloss. Es folgten Weiterbildungen in Unternehmenskommunikation beim Schweizerischen Public Relations Institut, in Drehbuchschreiben bei der «Stiftung Weiterbildung Film und Audiovision» FOCAL sowie in Leadership und Change Management an der Zürcher Hochschule für Angewandte Wissenschaften (ZHAW).
Marti arbeitete vor allem in den Bereichen Film und Kampagnen. 2004 war sie Mitgründerin der Produktionsfirma Das Kollektiv für audiovisuelle Werke GmbH, welche Filme wie Guru: Bhagwan, his Secretary and his Bodyguard von Sabine Gisiger und Beat Häner realisierte. Marti war tätig im Abstimmungskampf für die Zürcher Filmstiftung und beriet im Wahlkampf Zürcher Politiker wie Elmar Ledergerber, Martin Graf und Ruth Genner. Von 2000 bis 2004 war sie Parteisekretärin der SP des Kantons Zürich, wo sie für den Kantonsratswahlkampf verantwortlich war. Von 2008 bis 2010 leitete sie bei der Gewerkschaft VPOD als Zentralsekretärin die Kampagnen. Min Li Marti und Andrea Sprecher wurden 2011 Co-Leiterinnen für Kommunikation bei der SP Schweiz und organisierten mit einem Budget von rund 1,5 Millionen Franken den nationalen Wahlkampf 2011. Von 2012 bis 2015 arbeitete Marti als Senior Consultant beim linksgrünen Kampagnenforum sowie bei der Kommunikationsagentur haemmerlischaefer contemporary communications.
Einer breiteren Öffentlichkeit wurde Min Li Marti bekannt als Kolumnistin der Gratiszeitung 20 Minuten. Seit Ende 2014 leitet sie als Verlegerin und Chefredaktorin die linke Wochenzeitung P.S., die sie für eine Tasse Kaffee von ihrem Vorgänger Koni Loepfe erhalten hat. Weiter ist sie Verwaltungsrätin bei «Energie 360 Grad AG» (ehem. Erdgas Zürich AG).

## Politik
Martis politische Karriere begann im linksgerichteten Verband der Studierenden an der Universität Zürich (VSU). 2002 wurde sie für die SP der Kreise 4 und 5 in den Gemeinderat von Zürich gewählt. Von 2009 bis 2015 präsidierte sie dort die SP-Fraktion und die Interfraktionelle Kommission (IFK). Min Li Marti ist in der Geschäftsleitung der SP der Stadt Zürich.
Sie bewarb sich parteiintern um eine Stadtratskandidatur, unterlag aber mit einer Stimme Raphael Golta. Bei den Parlamentswahlen 2015 wurde sie für die SP des Kantons Zürich auf dem achten Listenplatz in den Nationalrat gewählt, wo sie der Kommission für Wissenschaft, Bildung und Kultur (WBK) angehört. Bei den Parlamentswahlen 2019 und 2023 wurde sie bestätigt.

## Privates
Min Li Marti lebt mit ihrem Mann, dem grünen Nationalrat Balthasar Glättli, und der gemeinsamen Tochter in Höngg. Sie repräsentiert eine jüngere Generation der Sozialdemokratie, wurde geprägt durch die Zürcher Szene illegaler Bars und kennt sich aus mit popkulturellen Fragen. So war sie 1999 Mitherausgeberin der Anthologie Sex Drugs Rock’n’Roll. 30 Kurzgeschichten sowie 2003 der Zürcher Kurzfilmsammlung Züri Gschnätzlets.
2012 erkor die Schweiz am Sonntag Min Li Marti zur einflussreichsten Social-Media-Kommunikatorin aller Schweizer Gemeinde- und Lokalpolitiker.